# 그레식 유나이티드 FC
그레식 유나이티드 FC(영어: Gresik United Football Club)는 동자바주 그레식현을 연고로 하는 인도네시아의 축구단이다. 현재는 리가 2에 참가하고 있다.
2005년 12월 2일에 창단했으며 페트로키미아 푸트라(Petrokimia Putra), 페르세그레스 그레식(Persegres Gresik)이 통합되면서 창단했다. 2018 리가 2 시즌에서 동부 지역 리그 10위를 기록하여 강등당한 이후에 리가 3에 참가하고 있다.

## 선수 명단

### 현역
참고: FIFA 자격 규정에 따라 소속된 국가대표팀 국기를 표시합니다. 선수는 복수의 FIFA 비회원국 국적을 가지고 있을 수 있습니다.
| 번호 | 포지션 | 국적         | 이름                |
| ---- | ------ | ------------ | ------------------- |
| 10   | MF     |              | 레난 시우바         |
| 23   | DF     | 우즈베키스탄 | 아자마트 압둘라예프 |

| 번호 | 포지션 | 국적 | 이름 |
| ---- | ------ | ---- | ---- |